# Spongia polychotoma
Spongia polychotoma är en svampdjursart som beskrevs av Eugen Johann Christoph Esper 1794. Spongia polychotoma ingår i släktet Spongia och familjen Spongiidae.
Artens utbredningsområde är havet utanför Grekland. Inga underarter finns listade i Catalogue of Life.